# Order & Chaos Online
Order & Chaos Online (Order and Chaos Online) – bezpłatna gra MMORPG, wyprodukowana przez In-house i wydana przez Gameloft na platformy iOS, WebOS, oraz Android i WP8. Jej światowa premiera odbyła się 4 października 2010 w Kanadzie na urządzenia z systemem iOS. W sierpniu 2011 roku twórcy gry udostępnili wersję dla komputerów stacjonarnych na serwisie społecznościowym Facebook. W grudniu gra na Facebooku została usunięta.

## Rozgrywka
W grze aktualnie znajduje się ponad 500 questów, 600 różnych rodzajów przeciwników, 1000 umiejętności, oraz około 2000 przedmiotów. Maksymalny poziom, do którego można rozwinąć postać to 73.
W grze znajduje się strefy PvP dostępne od 22 poziomu doświadczenia, czyli PVP Zones, gdzie gracze mogę nawzajem atakować się. Wkrótce mają zostać dodane PVP Arenas.
W grze występują areny PvP 2vs2, 4vs4 oraz Battlefield 4vs4.